# 汚れた心
『汚れた心』（けがれたこころ、葡: Corações Sujos、英語: Dirty Hearts）は、2011年製作のブラジル映画。2012年7月21日日本公開。ブラジルでは同年8月17日公開。

## 概要
第二次世界大戦終結後、日系ブラジル人の間で実際に起きた「勝ち組、負け組の抗争」を題材に描いた作品。

## あらすじ
第二次世界大戦終結後のブラジル。当時のブラジルと日本は国交が断たれており、政府によって日本に関する情報を遮断されていた。そのため、そこに住む日系移民の大半は、日本軍の勝利を信じ切っていた。
写真館を営むタカハシもその一人で、隣人のササキとは家族ぐるみの付き合いであった。ある日、元・大日本帝国陸軍大佐ワタナベが当局に禁じられた集会を開き、官憲との間でトラブルになったことを契機に、ポルトガル語のラジオ放送で日本の敗戦を知ったササキやアオキらの一派と、ワタナベ、タカハシら日本の勝利を疑わない「勝ち組」の一派が対立する。
ワタナベは日本の敗戦を受け入れた同胞たちを“汚れた心を持つ国賊”として断罪し、粛清に乗り出す。タカハシもまたワタナベの命令に逆らえずに、アオキを殺す。しかし、妻のミユキがその現場を目撃してしまう。

## 出演者
- タカハシ：伊原剛志
- ミユキ（タカハシの妻）：常盤貴子
- ササキ：菅田俊
- ナオミ（ササキの妻）：余貴美子
- アケミ：大島葉子
- 保安官：エドゥアルド・モスコビス（英語版）
- ワタナベ・ノボル（元・大日本帝国陸軍大佐）：奥田瑛二
- アオキ：Isamu Yazaki
- キョウコ（アオキの娘）：岐部大野笑美 (Emi Ohno Kibe)

## スタッフ
- 監督：ビセンテ・アモリン
- 原作：フェルナンド・モライス
- 音楽：松本晃彦
- メインテーマ演奏：宮本笑里
- アソシエイト・プロデューサー：奥田瑛二、橘豊、岩崎透
- 製作協力：downtown filmes、Globo Filmes、Teleimage、Lereby Productions
- 製作：Mixer Films

## 撮影地
- サンパウロ
- カンピーナスの東山農場